# Auguste Boullier

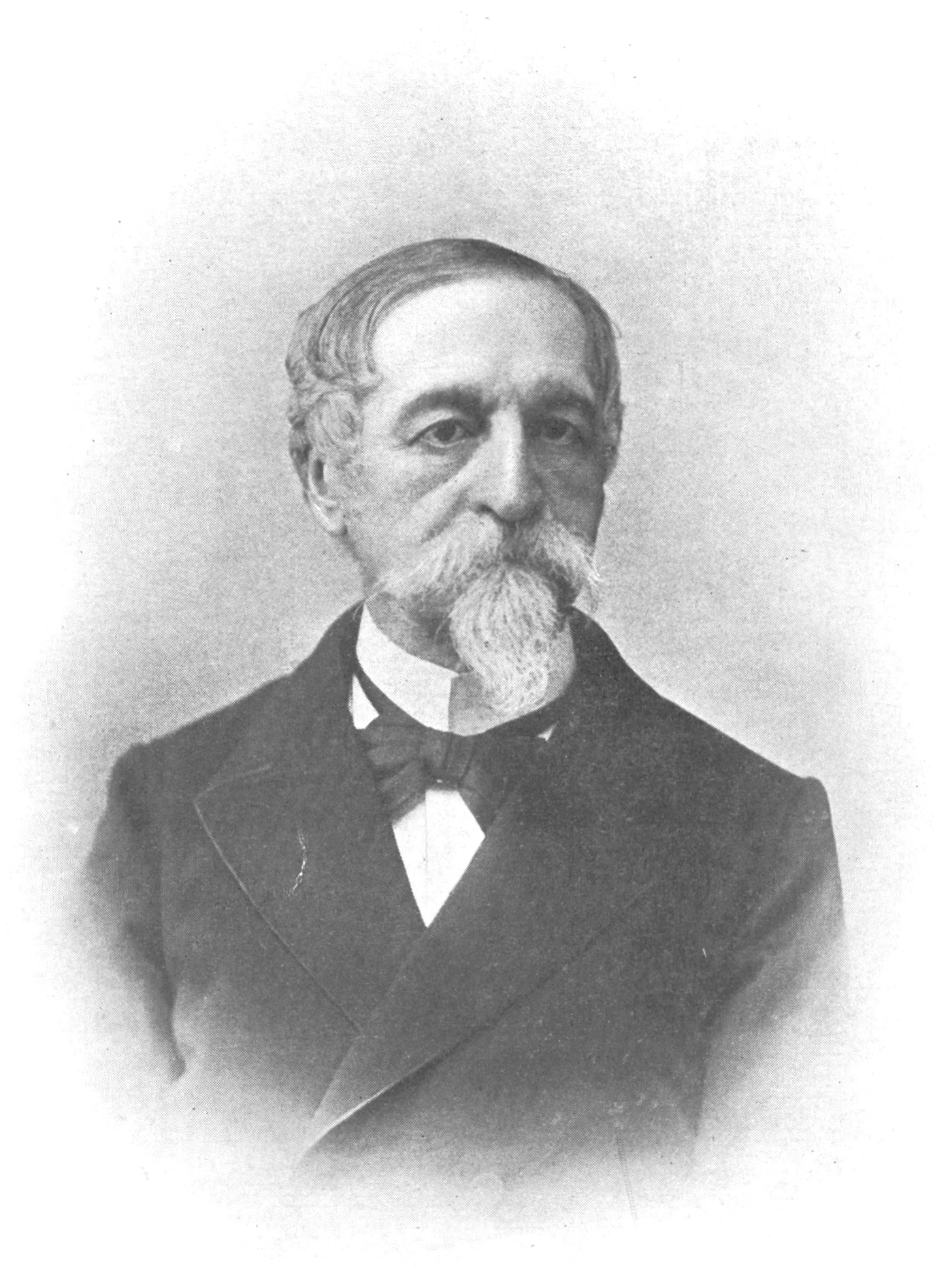
Auguste Boullier

Étienne Jacques Auguste Boullier (* 21. Februar 1832 in Roanne; † 30. April 1898 ebenda) war ein  französischer Politiker und Geschichtsforscher.
Boullier widmete sich dem Studium der Literatur und Geschichte. Er besaß ein großes Vermögen und machte Studienreisen nach Italien, Deutschland, England, Asien und Afrika, über die er viel in Journalen schrieb. 1869 wurde er als liberaler Kandidat in den Gesetzgebenden Körper gewählt und gehörte als Repräsentant des Départements Loire von 1871 bis 1876 der Nationalversammlung an, in der er sich dem rechten Zentrum anschloss.

## Werke
- Essai sur l’histoire de la civilisation en Italie: Les barbares, Paris 1861
- Origine et formation de l’État de l’Église
- L’île de Sardaigne; dialecte et chants populaires, description, histoire, statistique, Paris 1865
- Études de politique et d’histoire étrangères: Allemagne, Turquie, Italie, Paris 1870
- L’art vénitien: architecture, sculpture, peinture, 1870
- Victor Emmanuel et Mazzini, 1885